# Lac Mälar
 (mars 2015).
Si vous disposez d'ouvrages ou d'articles de référence ou si vous connaissez des sites web de qualité traitant du thème abordé ici, merci de compléter l'article en donnant les références utiles à sa vérifiabilité et en les liant à la section « Notes et références ».
Le lac Mälar (en suédois : Mälaren) est, par sa taille, le troisième lac de Suède (après le Vänern et le Vättern), avec une étendue de 1 140 km2 et un volume de 14 km3.

## Géographie

### Localisation
Le lac Mälar est situé dans la région historique de Svealand, partagé entre les provinces historiques d'Uppland, Södermanland, Närke et Västmanland.

### Morphologie
Sa profondeur maximale est de 64 mètres et il mesure environ 120 km d'est en ouest. Il communique au niveau de Stockholm avec la mer Baltique par l'intermédiaire du Stockholms ström.
Les parties principales du lac sont : Galten, Blacken, Långtarmen,  Freden, Mariebergsfjärden, Västeråsfjärden, Granfjärden, Oknöfjärden, Gripsholmsfjärden, Prästfjärden, Björkfjärden, Ekoln, Gorran, Skarven et Östra Mälaren.
Le lac comprend plusieurs îles parmi lesquelles : Selaön (la plus vaste d'entre elles avec 94,72 km2), Tosterön, Ekerön, Lovön, Björkö, Adelsö, Färingsö, Aspön, Kungsholmen, Ängsö, Märsön, Ridön, Kärsön, Kungshatt, Stora Essingen ou Lilla Essingen.

## Patrimoine
Situé à cheval sur deux îles du lac Mälar, le site historique de Birka et Hovgården est inscrit sur la liste du patrimoine mondial de l'UNESCO depuis 1993.